# Pseudagrion chloroceps
Pseudagrion chloroceps är en trollsländeart som beskrevs av Fraser 1955. Pseudagrion chloroceps ingår i släktet Pseudagrion och familjen dammflicksländor. Inga underarter finns listade i Catalogue of Life.